# Joseph Churms
Joseph Churms, né le 16 mai 1926 et mort le 25 septembre 1994 est un astronome sud-africain à qui l'on crédite deux découvertes d'astéroïdes.
En 1984, la récompense Long Service Award lui est décernée par la Astronomical Society of Southern Africa (en).
| (1701) Okavango | 6 juillet 1953 |
| (2025) Nortia   | 6 juin 1953    |